# Czternaście punktów Wilsona

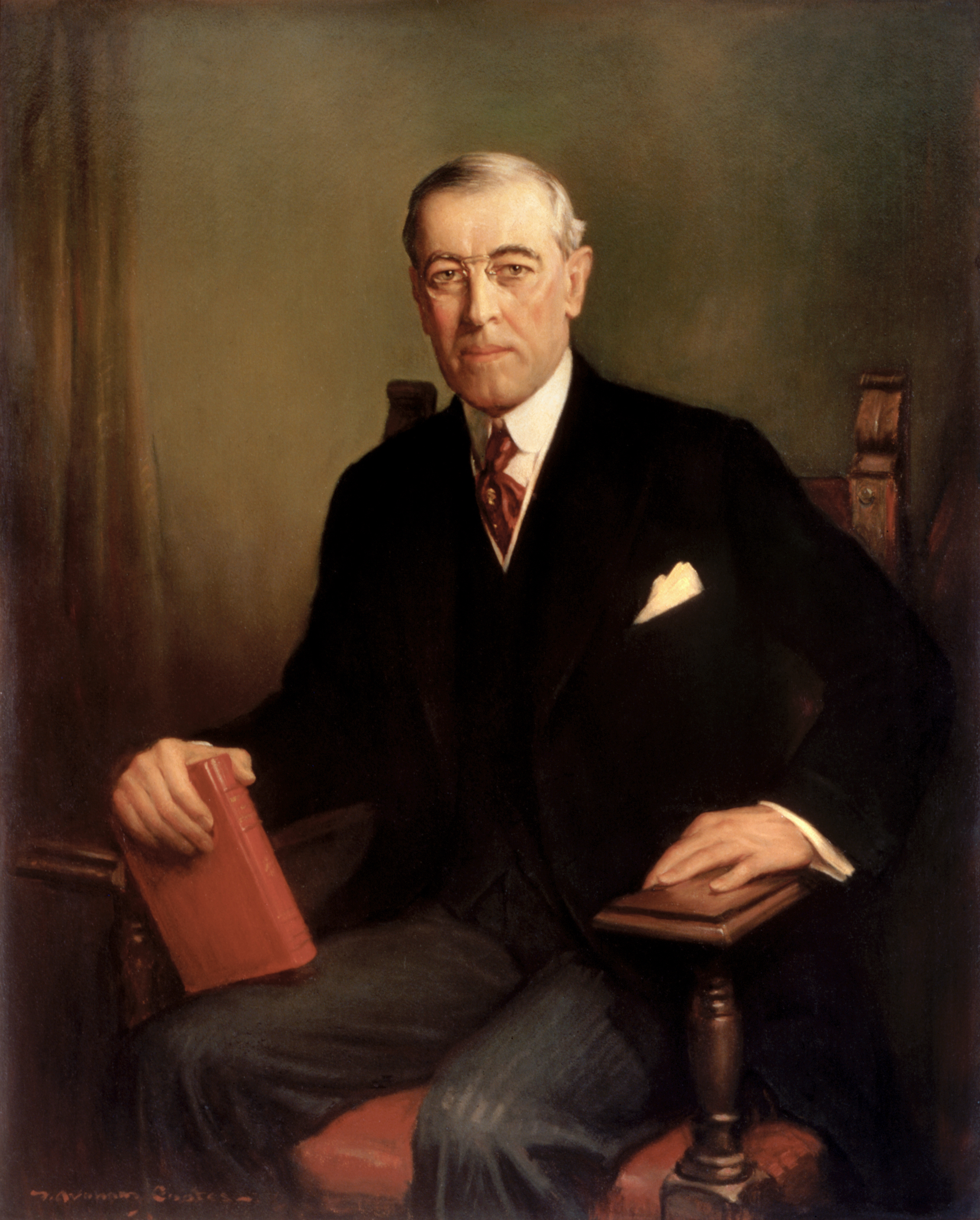
Prezydent Thomas Woodrow Wilson

Czternaście punktów Wilsona – program pokojowy, który przedstawił 8 stycznia 1918 roku w orędziu do Kongresu prezydent Thomas Woodrow Wilson. Postulował w nim podjęcie działań, które należałoby przedsięwziąć, by zapewnić sprawiedliwszy świat po I wojnie światowej. Realizacja ich miałaby też zapobiec kolejnej wojnie światowej. Zawierał między innymi doktryny o rozdzieleniu Austrii od Węgier, korektę granic Włoch i Francji, utworzenie niepodległego państwa polskiego i uformowanie Ligi Narodów.
1. Porozumienia pokojowe będą jawnie zawierane, nie będzie już porozumień tajnych. Dyplomacja ma działać jawnie i publicznie.
2. Całkowita wolność żeglugi na morzach, poza wodami terytorialnymi, zarówno w czasie pokoju, jak i w czasie wojny, poza przypadkami, kiedy morza te będą zamknięte całkowicie lub częściowo przez działania międzynarodowe, mające na celu wykonanie międzynarodowych porozumień.
3. Zniesienie barier gospodarczych i ustalenie warunków handlu równych dla wszystkich narodów akceptujących pokój i stowarzyszonych dla jego utrzymania.
4. Wzajemna wymiana wystarczających gwarancji, tak aby zbrojenia narodowe zostały zredukowane do minimum.
5. Rozstrzygnięcie sporów kolonialnych w atmosferze swobodnej, otwartej i całkowicie bezstronnej, ale przestrzegając zasady, że interesy ludności zainteresowanej mają równą wagę co interesy Rządów.
6. Deokupacja wszystkich rosyjskich terytoriów i uregulowanie stosunków z Rosją, Rosja ma prawo do samookreślenia swojego ustroju politycznego.
7. Belgia musi być deokupowana i stać się w pełni suwerennym krajem.
8. Terytorium francuskie zostanie uwolnione i odbudowane. Alzacja i Lotaryngia mają powrócić do Francji.
9. Korekta granicy włoskiej, wzdłuż linii narodowościowej.
10. Stworzenie możliwości autonomicznego rozwoju narodom Austro-Węgier.
11. Rumunia, Serbia i Czarnogóra odzyskają utracone w czasie wojny terytoria, Serbii zostanie przyznany wolny dostęp do morza, stosunki między różnymi państwami bałkańskimi muszą być oparte na przyjacielskich porozumieniach, uwzględniających linie podziału wspólnot i narodowości.
12. Ludności tureckiej Imperium Osmańskiego zapewniona zostanie suwerenność i bezpieczeństwo, innym narodom zamieszkującym Imperium przysługuje prawo do bezpieczeństwa i rozwoju, oraz autonomia. Dardanele zostaną otwarte dla okrętów i statków handlowych, zabezpieczone gwarancją międzynarodową.
13. Stworzenie niepodległego państwa polskiego na terytoriach zamieszkanych przez ludność bezsprzecznie polską, z wolnym dostępem do morza, niepodległością polityczną, gospodarczą, integralność terytoriów tego państwa powinna być zagwarantowana przez konwencję międzynarodową.
14. Stworzenie Ligi Narodów, której celem będzie zapewnienie gwarancji niepodległości politycznej oraz integralności terytorialnej wszystkich państw.

W orędziu do Kongresu z 11 lutego 1918 r. prezydent uzupełnił te punkty dalszymi warunkami:
1. Każda część ostatecznej umowy musi się opierać na istotnej sprawiedliwości danego wypadku i na takich dostosowaniach, które najprawdopodobniej urzeczywistniłyby trwały pokój.
2. Narody i prowincje nie mogą być przerzucane z jednego państwa do drugiego tak, jak gdyby były ruchomościami lub pionkami w grze i to nawet w tej wielkiej grze o równowagę sił, która po wsze czasy została zdyskredytowana.
3. Każde rozwiązanie sprawy terytorialnej narzucone przez wojnę powinno nastąpić w interesie i dla dobra danej ludności, a nie jako część zwykłego dostosowania lub kompromisu roszczeń między rywalizującymi państwami.
4. Wszystkie jasno wyrażone aspiracje narodowe powinny znaleźć pełne zadośćuczynienie bez wprowadzania nowych lub utrwalania dawnych żywiołów sporu i sprzeczności, które zapewne z czasem zerwałyby pokój Europy, a co za tym idzie świata[2].

W przemówieniu z 27 września 1918 r. dodał jeszcze:
1. Sprawiedliwość, na której pokój ma być zbudowany, nie może znać uprzywilejowanych, lecz tylko równe prawa dla uczestniczących w nim ludów.
2. Żaden ze szczególnych interesów poszczególnych narodów albo grup narodów nie może być odmienną podstawą którejkolwiek części umowy, o ile nie zgadza się ze wspólnym interesem wszystkich.
3. Nie może być żadnych lig, sojuszów ani specjalnych przymierzy i porozumień w ramach ogólnej i wspólnej rodziny Ligi Narodów.
4. Wewnątrz Ligi nie może być żadnych kombinacji gospodarczych, żadnego stosowania bojkotu gospodarczego w jakiejkolwiek formie, wyjąwszy pełnomocnictwa udzielone Lidze jako środek dyscypliny i kontroli przez wykluczenie z rynków świata.
5. Wszystkie międzynarodowe porozumienia i traktaty każdego rodzaju muszą być w całości znane całej reszcie świata[3].

Uznanie przez kanclerza Rzeszy Maksymiliana Badeńskiego 5 października 1918 tych warunków jako podstawy rokowań doprowadziło do rozejmu kończącego wojnę.